# العلاقات الكرواتية الكورية الشمالية
العلاقات الكرواتية الكورية الشمالية هي العلاقات الثنائية التي تجمع بين كرواتيا وكوريا الشمالية.

## مقارنة بين البلدين
هذه مقارنة عامة ومرجعية للدولتين:
| وجه المقارنة                                              | كرواتيا                                                  | كوريا الشمالية                        |
| --------------------------------------------------------- | -------------------------------------------------------- | ------------------------------------- |
| المساحة (كم2)                                             | 56.59 ألف                                                | 120.54 ألف                            |
| عدد السكان (نسمة)                                         | 4.11 مليون                                               | 25.49 مليون                           |
| الكثافة السكانية (ن./كم²)                                 | 72.63                                                    | 211.47                                |
| العاصمة                                                   | زغرب                                                     | بيونغيانغ                             |
| اللغة الرسمية                                             | اللغة الكرواتية                                          | لغة كوريا الشمالية القياسية ‏          |
| العملة                                                    | كونا كرواتية                                             | وون كوري شمالي                        |
| الناتج المحلي الإجمالي (بليون دولار)                      | 54.85 مليار                                              |                                       |
| الناتج المحلي الإجمالي (تعادل القوة الشرائية) بليون دولار | 94.64 مليار                                              |                                       |
| الناتج المحلي الإجمالي الاسمي للفرد دولار أمريكي          | 11.54 ألف                                                |                                       |
| الناتج المحلي الإجمالي للفرد دولار أمريكي                 | 21.64 ألف                                                |                                       |
| مؤشر التنمية البشرية                                      | 0.818                                                    |                                       |
| رمز المكالمات الدولي                                      | +385                                                     | +850                                  |
| رمز الإنترنت                                              | .hr                                                      | .kp                                   |
| المنطقة الزمنية                                           | توقيت وسط أوروبا، ت ع م+01:00، ت ع م+02:00، أوروبا/زغرب ‏ | ت ع م+08:30، ت ع م+08:30، ت ع م+09:00 |

## منظمات دولية مشتركة
يشترك البلدان في عضوية مجموعة من المنظمات الدولية، منها:
| علم المنظمة | اسم المنظمة                   | تاريخ انضمام كرواتيا | تاريخ انضمام كوريا الشمالية |
| ----------- | ----------------------------- | -------------------- | --------------------------- |
|             | يونسكو                        | 1 يونيو 1992         | 18 أكتوبر 1974              |
|             | الاتحاد البريدي العالمي       | ?                    | ?                           |
|             | الاتحاد الدولي للاتصالات      | 3 يونيو 1992         | ?                           |
|             | الأمم المتحدة                 | 22 مايو 1992         | 17 سبتمبر 1991              |
|             | المنظمة الهيدروغرافية الدولية | ?                    | ?                           |

## وصلات خارجية
- موقع وزارة الخارجية الكرواتية
- موقع وزارة الخارجية الكورية الشمالية